# 귄터밭쥐
귄터밭쥐(학명 : Microtus guentheri)는 밭쥐속에 속하는 설치류의 일종이다. 불가리아, 그리스, 이란, 이라크, 이스라엘, 요르단, 레바논, 마케도니아, 세르비아, 몬테네그로, 시리아, 터키, 리비아에 분포한다. 농작물을 해치는 주요 유해 동물로 지정되어 있다.